# Arethasz
Kaiszareiai Arethasz (ógörögül: Ἀρέθας, latinul: Arethas), (Pátra, 860 körül – Kaiszareia, 944 után) középkori bizánci püspök, egyházi író.

## Élete
Arethasz a kappadókiai Kaiszareia metropolitája volt. Gazdag könyvtárának több kódexe egészen napjainkig fennmaradt. A kódexeket Arethasz a saját költéségén másoltatta, szövegüket ő maga javította, olykor jegyzetekkel is ellátta. Arethasz könyvtárának része volt Platón összes műve, a platonista kommentárok, Arisztotelész néhány írása, Lukianosz, Ailiosz Ariszteidész és Dión Khrüszosztomosz művei. Lemásoltatta magának Eukleidész matematikai–geometriai alapművét, és valószínűleg Pauszaniasz Periégétész földrajzi munkáját is. A világinál jóval kevesebb egyházi művet ismerünk a könyvtárból, ezek közül kiemelendő a korai görög apologéták gyűjteménye. A kódexek tanulmányozásának alapján összeállított lista bizonyára csak kis részét tartalmazza a tudós főpap könyvgyűjteményének, érdekes viszont, hogy listáról verses művek teljesen hiányoznak.
Arethasz önálló művet is írt: Andreasz azonos célú kommentárját alapul véve magyarázatokat adott közre a Jelenések könyvéhez. Nem feltétlenül ragaszkodott elődje megállapításaihoz: ahol véleménye eltért Andreaszétól, a saját meglátását helyezte előtérbe.